# 澎湖縣文化資產審議委員列表

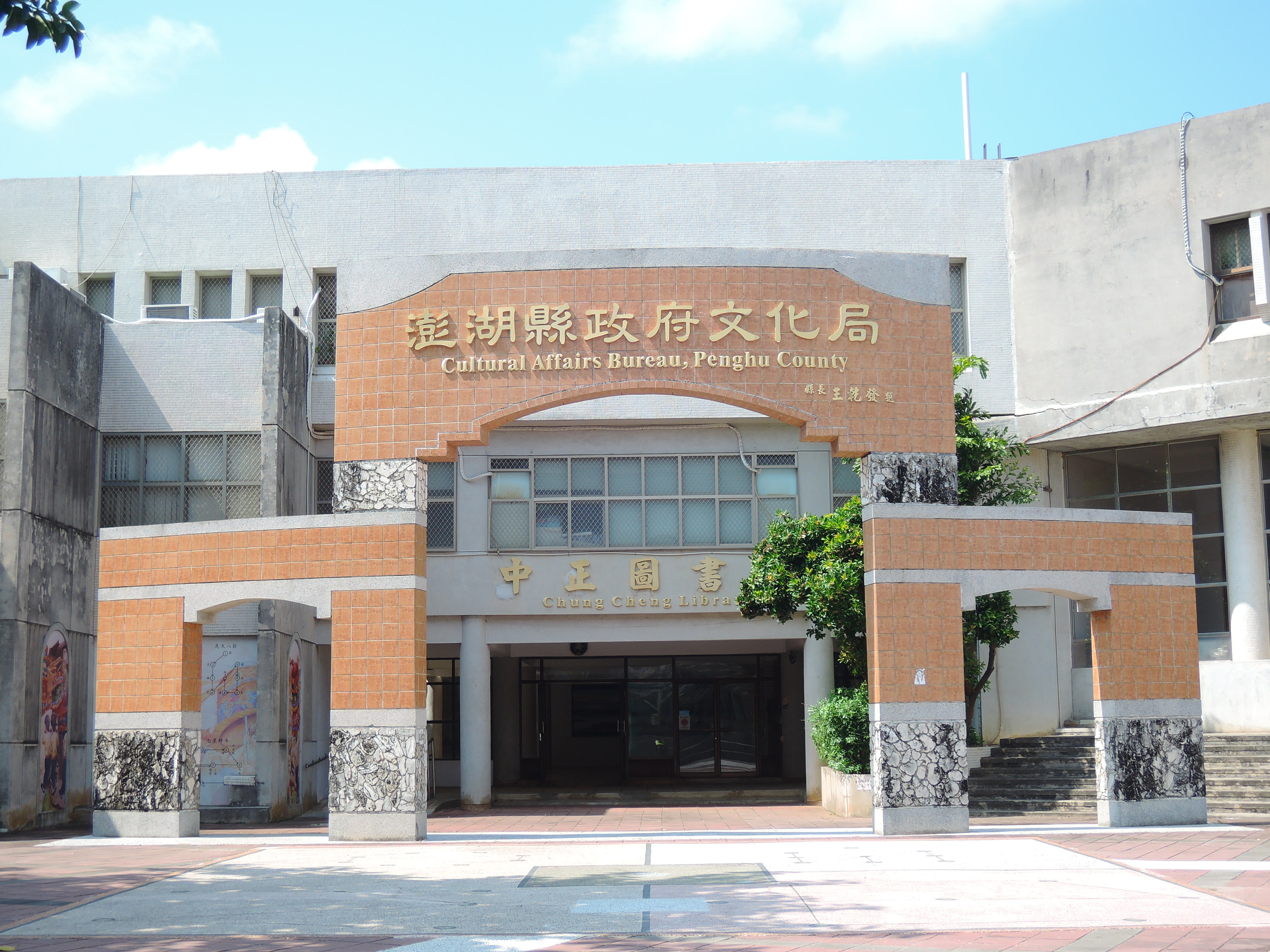
澎湖縣政府文化局辦公大樓
地址：台灣 880 澎湖縣馬公市陽明里中華路236-1號

澎湖縣文化資產審議委員列表，本名單由台灣澎湖縣政府文化局的文化資產科公告，澎湖縣內舉凡提報「古蹟」、「歷史建築」、「紀念建築」、「聚落建築群」和「史蹟暨文化景觀」等，不論資格登錄或撤銷，需經審議委員合議討論建築資格變動，通過後便可更動中華民國行政院文化部文化資產局資料庫的登錄狀況。

## 資格
文化資產審議委員資格應根據「文化資產審議會組織及運作辦法」規定，一屆任期為兩年，期滿卸任。
根據「文化資產審議會組織及運作辦法」第四條規定：審議委員名單最少11人、至多23人，除主管機關得以派任「機關代表」，尚須延請「專家學者」和「民間團體」，其中「專家學者」和「民間團體」不得少於委員總數的四分之三；並且以「專家學者」、「民間團體代表」納入審議名單者，應具備該審議會所涉文化資產類別之相關學術專長或實務經驗。

## 歷屆名單

### 2018年－2020年
任期：民國107年（2018年）3月20日起至109年（2020年）3月20日止。
| 編號 | 職稱     | 姓名   | 類別     | 現職或經歷                                 | 專長                     |
| ---- | -------- | ------ | -------- | ------------------------------------------ | ------------------------ |
| 01   | 主任委員 | 許智富 | 機關代表 | 澎湖縣政府副縣長                           |                          |
| 02   | 委員     | 王國裕 | 機關代表 | 澎湖縣政府文化局局長                       |                          |
| 03   | 委員     | 王鏘魁 | 機關代表 | 澎湖縣政府文化局副局長                     |                          |
| 04   | 委員     | 郭瑞坤 | 專家學者 | 中山大學公共事務管理研究所副教授           | 景觀專業                 |
| 05   | 委員     | 鄭明源 | 專家學者 | 澎湖縣政府副秘書長（退休）                 | 工程                     |
| 06   | 委員     | 陳英俊 | 專家學者 | 地方文史工作者、建材行商人                 | 建築、地方文史           |
| 07   | 委員     | 洪國雄 | 專家學者 | 地方文史工作者                             | 海洋生物、生態、文化景觀 |
| 08   | 委員     | 陳清志 | 專家學者 | 澎湖縣政府工務處長（退休）                 | 建築                     |
| 09   | 委員     | 陳順建 | 專家學者 | 澎湖縣政府建設處副處長（退休）             | 建築                     |
| 10   | 委員     | 郁國麟 | 專家學者 | 交通部觀光局澎湖國家風景管理處技正（退休） | 工程                     |
| 11   | 委員     | 李明儒 | 專家學者 | 澎湖科技大學觀光休閒系教授                 | 離島休閒研究、文化景觀   |
| 12   | 委員     | 鄭長芳 | 專家學者 | 澎湖縣政府副縣長（退休）                   | 文化行政                 |
| 13   | 委員     | 許南豐 | 專家學者 | 澎湖縣議會副議長（曾任）                   | 文化行政                 |

### 2020年－2022年
| 編號 | 職稱     | 姓名   | 類別     | 現職或經歷                               |
| ---- | -------- | ------ | -------- | ---------------------------------------- |
| 01   | 主任委員 | 洪慶鷲 | 機關代表 | 澎湖縣政府秘書長                         |
| 02   | 委員     | 王國裕 | 機關代表 | 澎湖縣政府文化局局長                     |
| 03   | 委員     | 洪進業 | 機關代表 | 澎湖縣政府文化局副局長                   |
| 04   | 委員     | 米復國 | 專家學者 | 淡江大學建築系副教授                     |
| 05   | 委員     | 陳英俊 | 專家學者 | 建材行商人                               |
| 06   | 委員     | 陳清志 | 專家學者 | 澎湖縣政府工務處長（退休）               |
| 09   | 委員     | 陳順建 | 專家學者 | 澎湖縣政府建設處副處長（退休）           |
| 07   | 委員     | 鄭明源 | 專家學者 | 澎湖縣政府秘書長（退休）                 |
| 08   | 委員     | 鄭昭民 | 專家學者 | 中國文化大學建築及文化設計學系助理教授   |
| 10   | 委員     | 張崑振 | 專家學者 | 國立台北科技大學建築系主任兼設計學院院長 |
| 11   | 委員     | 張玉璜 | 專家學者 | 建築事務所負責人                         |
| 12   | 委員     | 張宇彤 | 專家學者 | 東海大學建築系兼任副教授                 |
| 13   | 委員     | 劉銓芝 | 專家學者 | 國立雲林科技大學建築與空間設計學系       |

| 編號 | 職稱     | 姓名   | 類別     | 現職或經歷                                           |
| ---- | -------- | ------ | -------- | ---------------------------------------------------- |
| 01   | 主任委員 | 洪慶鷲 | 機關代表 | 澎湖縣政府秘書長                                     |
| 02   | 委員     | 王國裕 | 機關代表 | 澎湖縣政府文化局局長                                 |
| 03   | 委員     | 洪進業 | 機關代表 | 澎湖縣政府文化局副局長                               |
| 04   | 委員     | 王嵩山 | 專家學者 | 逢甲大學歷史與文物研究所教授                         |
| 05   | 委員     | 王文良 | 民間團體 | 澎湖采風文化協會理事長                               |
| 06   | 委員     | 江韶瑩 | 專家學者 | 台北藝術大學建築與文化資產研究所兼任教授             |
| 07   | 委員     | 何培夫 | 專家學者 | 成功大學歷史學系兼任副教授                           |
| 08   | 委員     | 李建緯 | 專家學者 | 逢甲大學歷史與文物研究所副教授                       |
| 09   | 委員     | 邱鴻霖 | 專家學者 | 清華大學人類學研究所副教授                           |
| 10   | 委員     | 邵慶旺 | 專家學者 | 台南藝術大學博物學與古物維護研究所助理教授           |
| 11   | 委員     | 郭素秋 | 專家學者 | 中央研究院史語所副研究員                             |
| 12   | 委員     | 臧振華 | 專家學者 | 清華大學人類學研究所侯金堆特聘研究講座兼所長         |
| 13   | 委員     | 盧康泰 | 專家學者 | 台南藝術大學藝術史學系暨藝術史評與古物研究碩士班教授 |

| 編號 | 職稱     | 姓名   | 類別     | 現職或經歷                               |
| ---- | -------- | ------ | -------- | ---------------------------------------- |
| 01   | 主任委員 | 洪慶鷲 | 機關代表 | 澎湖縣政府秘書長                         |
| 02   | 委員     | 王國裕 | 機關代表 | 澎湖縣政府文化局局長                     |
| 03   | 委員     | 洪進業 | 機關代表 | 澎湖縣政府文化局副局長                   |
| 04   | 委員     | 王嵩山 | 專家學者 | 逢甲大學歷史與文物研究所教授             |
| 05   | 委員     | 王文良 | 民間團體 | 澎湖采風文化協會理事長                   |
| 056  | 委員     | 王志宇 | 專家學者 | 逢甲大學歷史與文物研究所教授             |
| 07   | 委員     | 王瀞苡 | 專家學者 | 雲林科技大學文化資產維護系助理教授       |
| 08   | 委員     | 江韶瑩 | 專家學者 | 台北藝術大學建築與文化資產研究所兼任教授 |
| 09   | 委員     | 林茂賢 | 專家學者 | 台中教育大學台灣語文學系副教授           |
| 10   | 委員     | 林承緯 | 專家學者 | 台北藝術大學傳統藝術研究所教授           |
| 11   | 委員     | 高啟進 | 專家學者 | 教師（退休）                             |
| 12   | 委員     | 陳逸君 | 專家學者 | 雲林科技大學文化資產維護系助理教授       |
| 13   | 委員     | 蔡福松 | 專家學者 | 教師（退休）                             |